# Палмгертс (Техас)
Палмгертс (англ. Palmhurst) — місто (англ. city) в США, в окрузі Ідальго штату Техас. Населення — 2601 особа (2020).

## Географія
Палмгертс розташований за координатами 26°15′29″ пн. ш. 98°17′43″ зх. д. / 26.25806° пн. ш. 98.29528° зх. д. (26.258015, -98.295318).  За даними Бюро перепису населення США в 2010 році місто мало площу 11,79 км², уся площа — суходіл.

## Демографія
Згідно з переписом 2010 року, у місті мешкало 2607 осіб у 766 домогосподарствах у складі 675 родин. Густота населення становила 221 особа/км².  Було 1008 помешкань (86/км²). 
Расовий склад населення:
| - 94,5 % — білих - 0,8 % — азіатів - 0,7 % — чорних або афроамериканців - 0,2 % — корінних американців - 3,4 % — осіб інших рас |

До двох чи більше рас належало 0,4 %. Іспаномовні складали 78,7 % від усіх жителів.
За віковим діапазоном населення розподілялося таким чином: 27,7 % — особи молодші 18 років, 60,3 % — особи у віці 18—64 років, 12,0 % — особи у віці 65 років та старші. Медіана віку мешканця становила 37,8 року. На 100 осіб жіночої статі у місті припадало 98,9 чоловіків;  на 100 жінок у віці від 18 років та старших — 95,1 чоловіків також старших 18 років.
Середній дохід на одне домашнє господарство  становив 121 744 долари США (медіана — 78 068), а середній дохід на одну сім'ю — 128 122 долари (медіана — 80 673). За межею бідності перебувало 13,7 % осіб, у тому числі 24,9 % дітей у віці до 18 років та 5,6 % осіб у віці 65 років та старших.
Цивільне працевлаштоване населення становило 1113 осіб. Основні галузі зайнятості: освіта, охорона здоров'я та соціальна допомога — 36,4 %, роздрібна торгівля — 10,6 %, науковці, спеціалісти, менеджери — 10,4 %.